# اتو ماریشکا
اتو ماریشکا (انگلیسی: Otto Marischka; ۳۱ مهٔ ۱۹۱۲ – ۱۰ ژانویهٔ ۱۹۹۱) بازیکن فوتبال اهل آلمان بود.
از باشگاه‌هایی که در آن بازی کرده‌است می‌توان به باشگاه فوتبال آدمیرا واکر مودلینگ اشاره کرد.
وی همچنین در تیم ملی فوتبال آلمان بازی کرده‌است.